# Ceratobregma acanthops
Ceratobregma acanthops es una especie de pez de la familia Tripterygiidae en el orden de los Perciformes.

## Morfología
• Los machos pueden llegar alcanzar los 3,9 cm de longitud total.

## Hábitat
Es un pez de mar y de clima subtropical y asociado a los  arrecifes de coral que vive entre 1-28 m de profundidad.

## Distribución geográfica
Es un endemismo del noreste de Australia.

## Observaciones
Es inofensivo para los humanos.